# بوبي موراي
بوبي موراي (بالإنجليزية: Bobby Murray)‏ هو لاعب كرة قاعدة أمريكي، ولد في 4 يوليو 1898 في St. Albans (town), Vermont ‏ في الولايات المتحدة، وتوفي في 4 يناير 1979 في ناشوا في الولايات المتحدة.

## وصلات خارجية
- بوبي موراي على موقعبيزبول رفرنس.كوم (الدوري الرئيسي) (الإنجليزية)